# Echinopsis calochlora

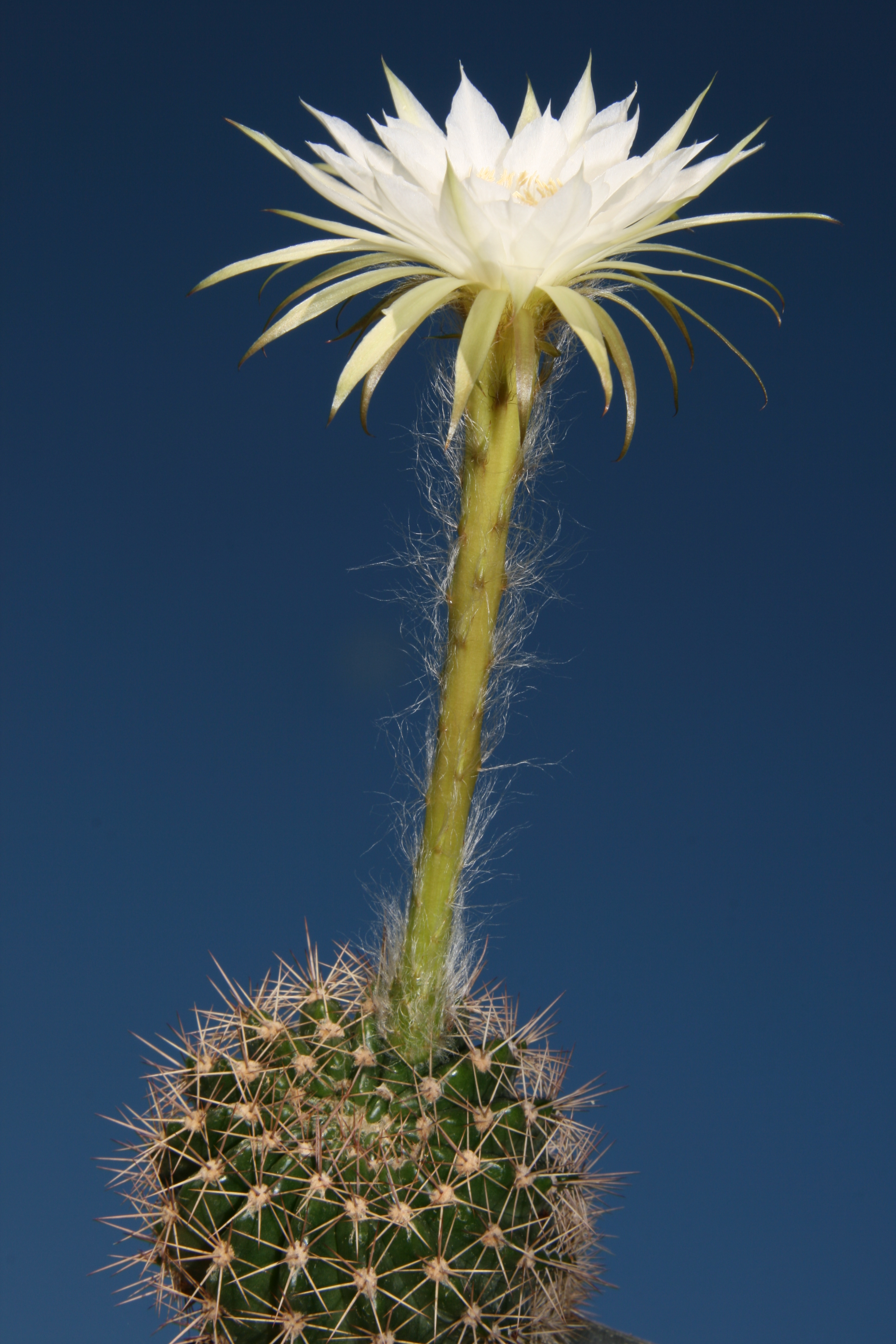
Echinopsis calochlora subsp. glaetzleana

Echinopsis calochlora ist eine Pflanzenart aus der Gattung Echinopsis in der Familie der Kakteengewächse (Cactaceae). Das Artepitheton calochlora leitet sich von den griechischen Worten kalos für ‚schön‘ sowie chloros für ‚grün‘ ab und verweist auf die glänzend grüne Epidermis der Art.

## Beschreibung
Echinopsis calochlora wächst einzeln oder bildet Gruppen. Die kugelförmigen, tiefgrünen bis hellgrünen Triebe erreichen Durchmesser von 6 bis 9 Zentimeter. Es sind 13 bis 16 breite Rippen vorhanden, die gekerbt sind. Die darauf befindlichen Areolen sind eingesenkt und stehen bis zu 1,5 Zentimeter voneinander entfernt. Aus ihnen entspringen gelbe nadelige Dornen. Die drei bis vier dunkel gespitzten Mitteldornen sind etwas länger als die 14 bis 20 Randdornen. Die Randdornen sind aufsteigend und bis zu 1 Zentimeter lang.
Die lang trichterförmigen weißen Blüten erscheinen seitlich und öffnen sich in der Nacht. Sie werden bis zu 16 Zentimeter lang.

## Verbreitung, Systematik und Gefährdung
Echinopsis calochlora ist im Südwesten Brasiliens und im Osten Boliviens in Höhenlagen von 500 bis 1000 Metern verbreitet.
Die Erstbeschreibung durch Karl Moritz Schumann wurde 1903 veröffentlicht. Nomenklatorische Synonyme sind Lobiviopsis calochlora (K.Schum.) Frič (1935, nom. inval. ICBN-Artikel 43.1) und Lobivia calochlora (K.Schum.) Schlumpb. (2012).
In der Roten Liste gefährdeter Arten der IUCN wird die Art als „Least Concern (LC)“, d. h. als nicht gefährdet geführt.

## Nachweise